# مسابقات فوتبال زیر ۲۳ سال غرب آسیا
مسابقات فوتبال زیر ۲۳ سال غرب آسیا، یک رقابت بین المللی فوتبال است که توسط فدراسیون فوتبال غرب آسیا (WAFF) برای تیم های ملی مردان زیر ۲۳ سال غرب آسیا برگزار می شود. 

## نتایج
| ۲۰۱۵ جزئیات | قطر           | · ایران         | ۰-۲             | · سوریه         | · قطر        | ۰-۳          | · یمن        |
| ۲۰۲۱ جزئیات | عربستان سعودی | · اردن          | ۱-۳             | · عربستان سعودی | عراق و سوریه | عراق و سوریه | عراق و سوریه |
| ۲۰۲۲ جزئیات | عربستان سعودی | · عربستان سعودی | ۱-۳             | · قطر           | · سوریه      | ۰-۱          | · عمان       |
| ۲۰۲۳ جزئیات | عراق          | · عراق          | ۱-۱(۵-۴) پنالتی | · ایران         | اردن و عمان  | اردن و عمان  | اردن و عمان  |